# PROTOTYPE (8-BALLの曲)
「PROTOTYPE」（プロトタイプ）は、日本のロックバンド、8-BALLが2002年に発表したインディーズデビューシングル。

## 概要
8-BALLの楽曲で、一番知名度のある、(Need for)SPEEDが収録されている。2010年現在は完売。

## 収録曲
1. TAKE 7
2. (Need for)SPEED
3. CAN'T CARRY ON

## 収録シングル・アルバム
- SOUND OF DRIFT
- D1オフィシャルサウンドトラックなど